# Stefan Kuhn
Pour les articles homonymes, voir Kuhn.
Stefan Kuhn est un fondeur canadien, né le 1er octobre 1979.

## Biographie
Il dispute diverses compétitions de ski de fond entre 1998 et 2000. Il se concentre ensuite sur une carrière de chef cuisinier avant de revenir sur la scène sportive en 2005.
Il débute en Coupe du monde en décembre 2005. Son meilleur résultat individuel sur cette compétition est une 15e place en 2008 dans un sprint classique.
Il a l'honneur de participer aux Jeux olympiques d'hiver de 2010 à Vancouver où il signe une 15e place en sprint classique.